# Гонорівка (Тульчинський район)
Гонорі́вка — село в Україні, у Студенянській сільській громаді Тульчинського району Вінницької області. Населення становить 1021 особа.

## Історія
7 (20) листопада 1917 року, відповідно до Третього Універсалу Української Центральної Ради, увійшло до складу Української Народної Республіки.
У серпні 2015 року село увійшло до складу новоствореної Студенянської сільської громади.
12 червня 2020 року, відповідно до Розпорядження Кабінету Міністрів України  № 707-р «Про визначення адміністративних центрів та затвердження територій територіальних громад Вінницької області», увійшло до складу Студенянської сільської громади.
17 липня 2020 року, в результаті адміністративно-територіальної реформи та ліквідації Піщанського району, село увійшло до складу Тульчинського району.
Визначні місця:
- Гонорівський палац
- Гонорівський парк

Уродженцем села є Добрань Андрій Дмитрович — старший солдат Збройних сил України, загинув у боях за Дебальцеве.
- Пиріг Володимир Кирилович - водій 12 батареї 4 полку армійської артилерії Армії УНР[4].

## Розташування
Поблизу проходить залізниця, зупиняється поїзд Одеса—Вапнярка. З пересадкою у Вапнярці можна дістатись до Вінниці.

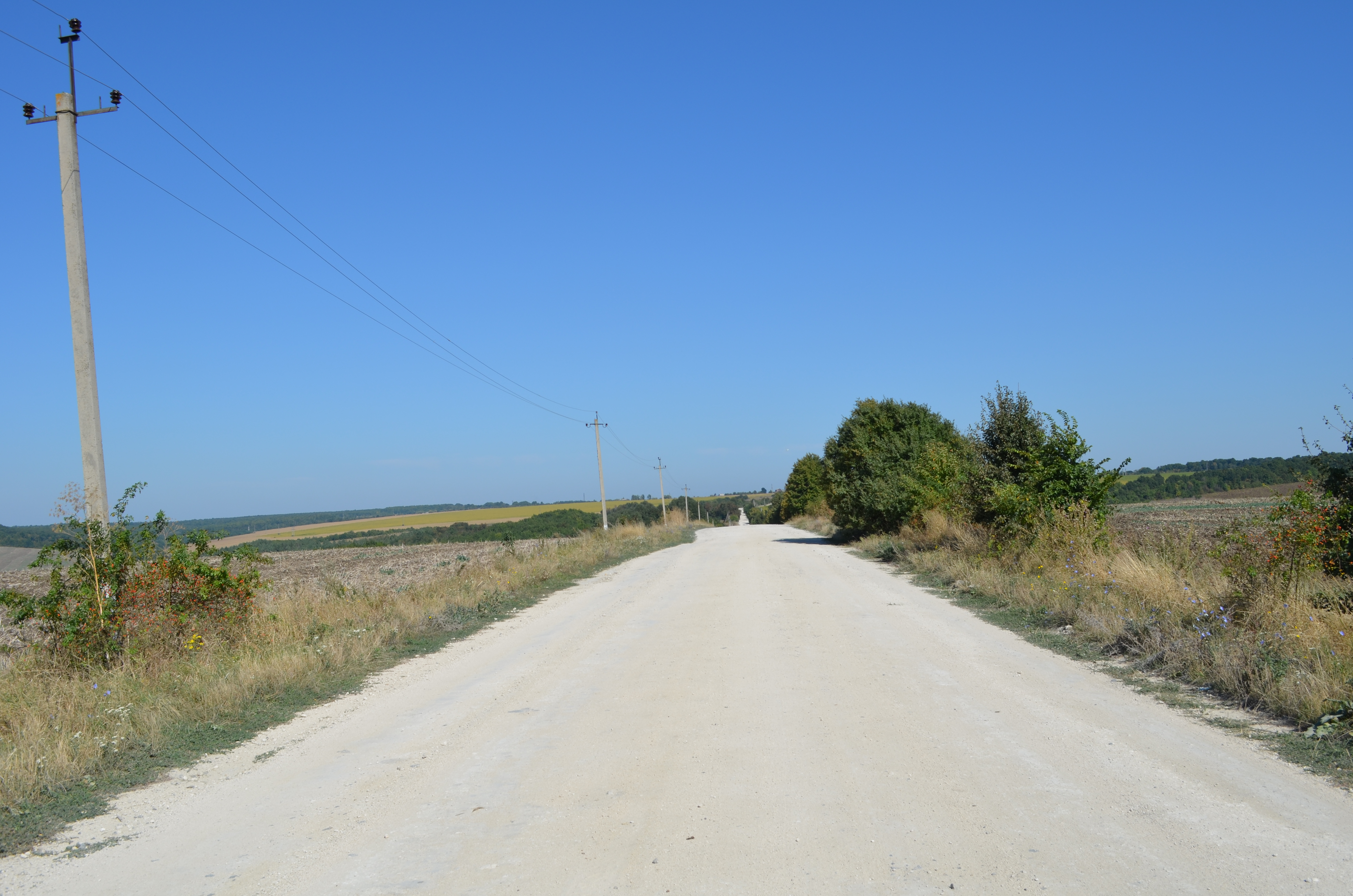
Дорога до села
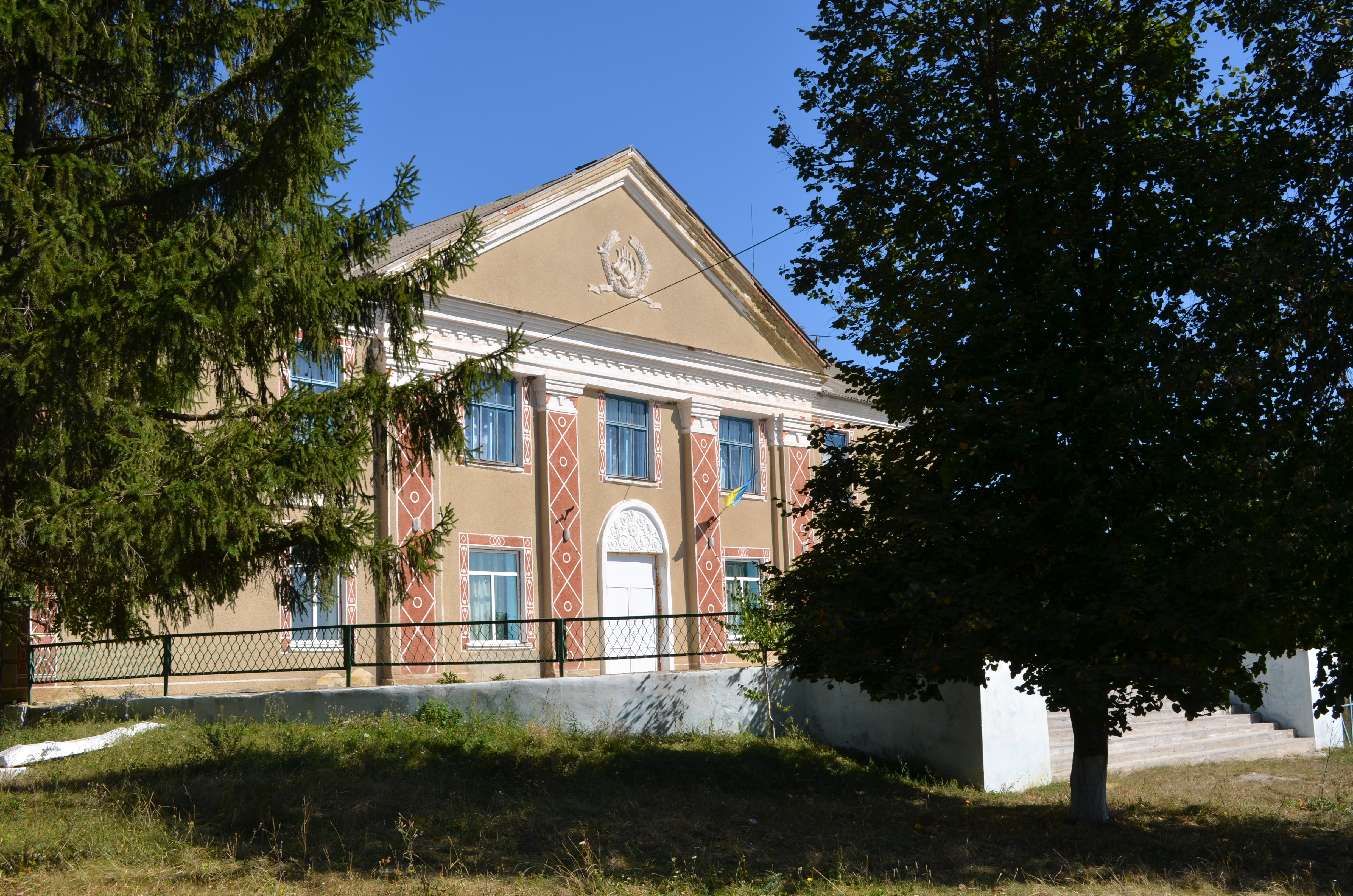
Будинок культури
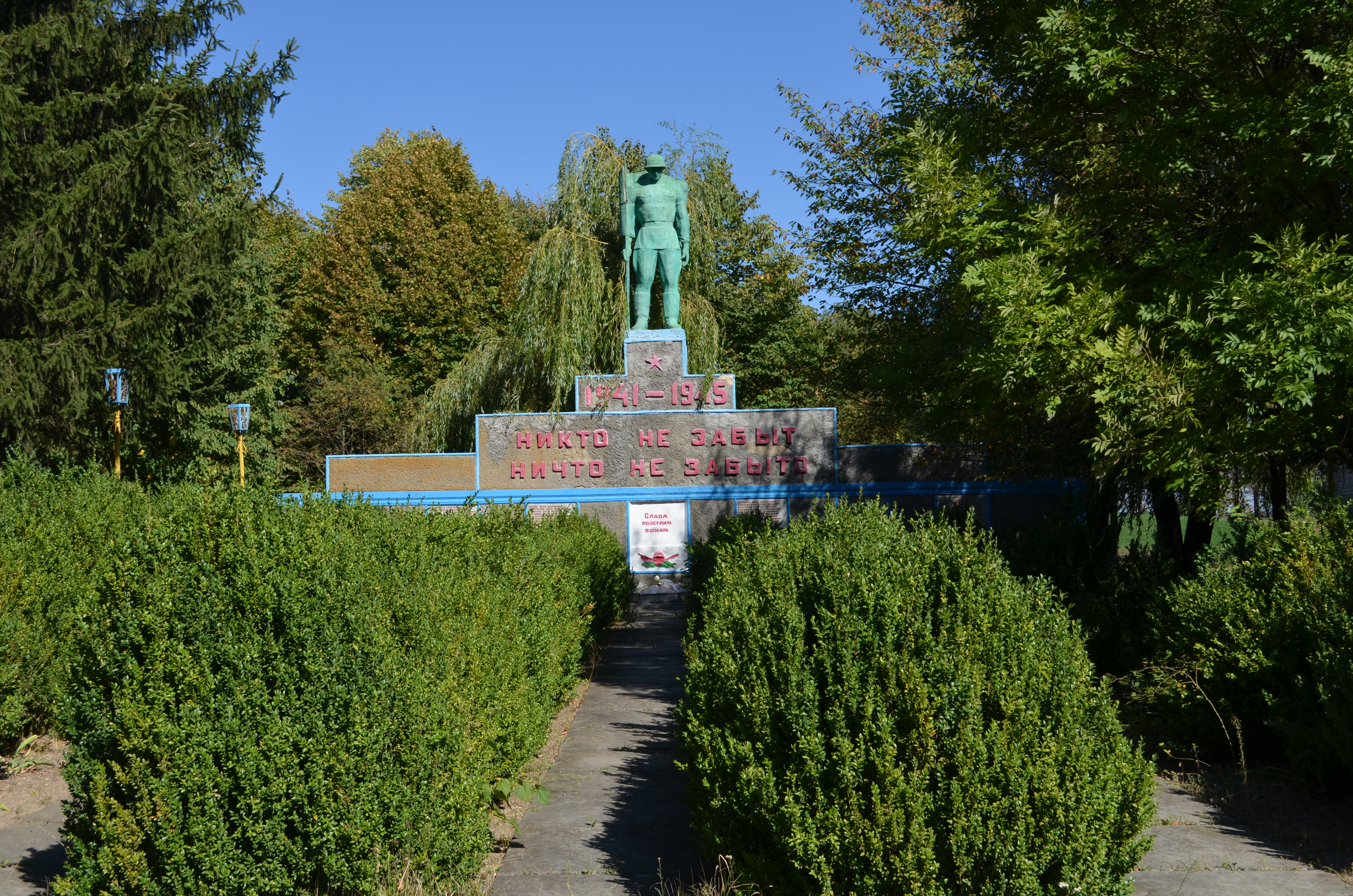
Пам'ятник воїнам-односельчанам
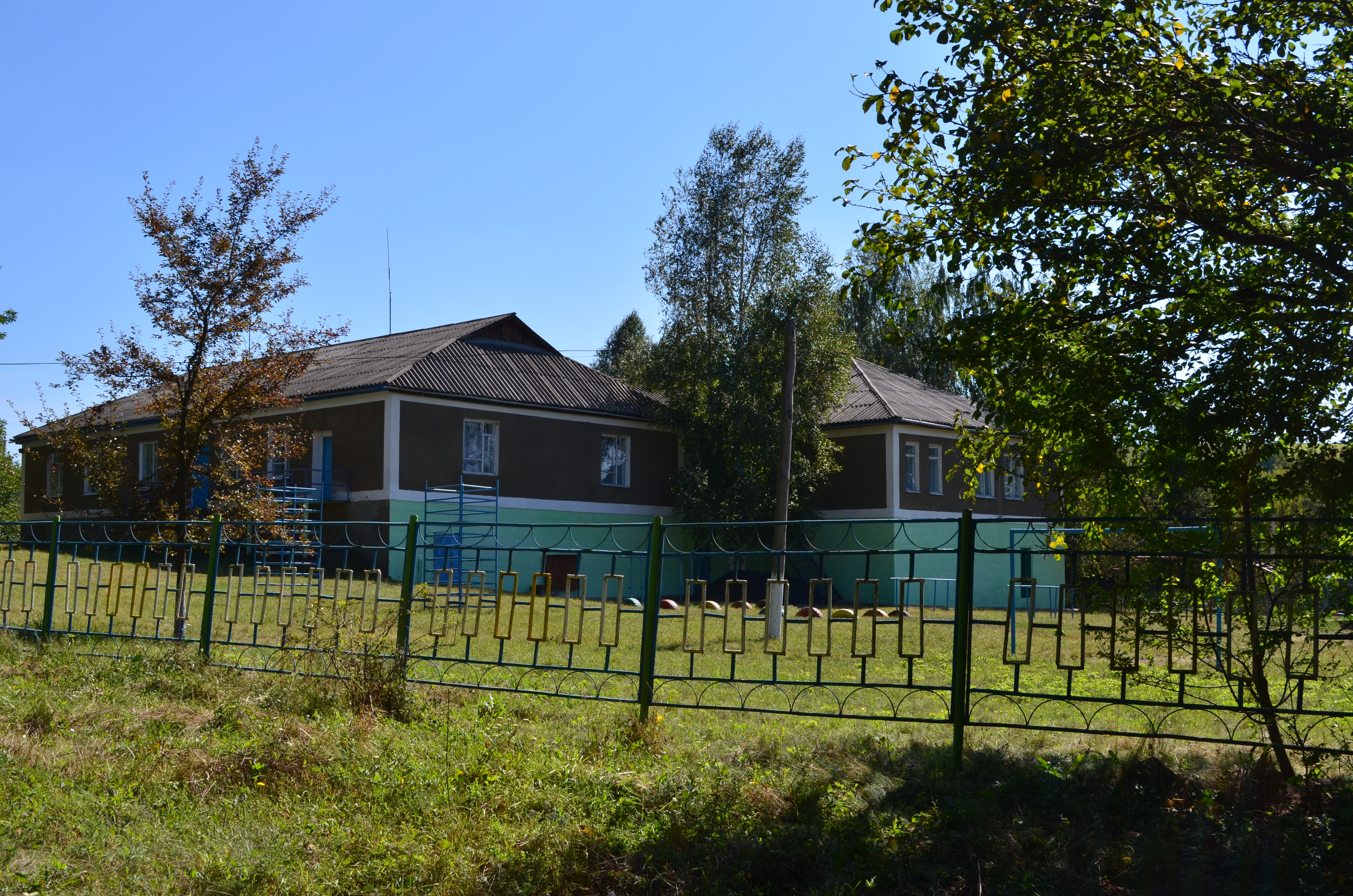
Дитячий садок
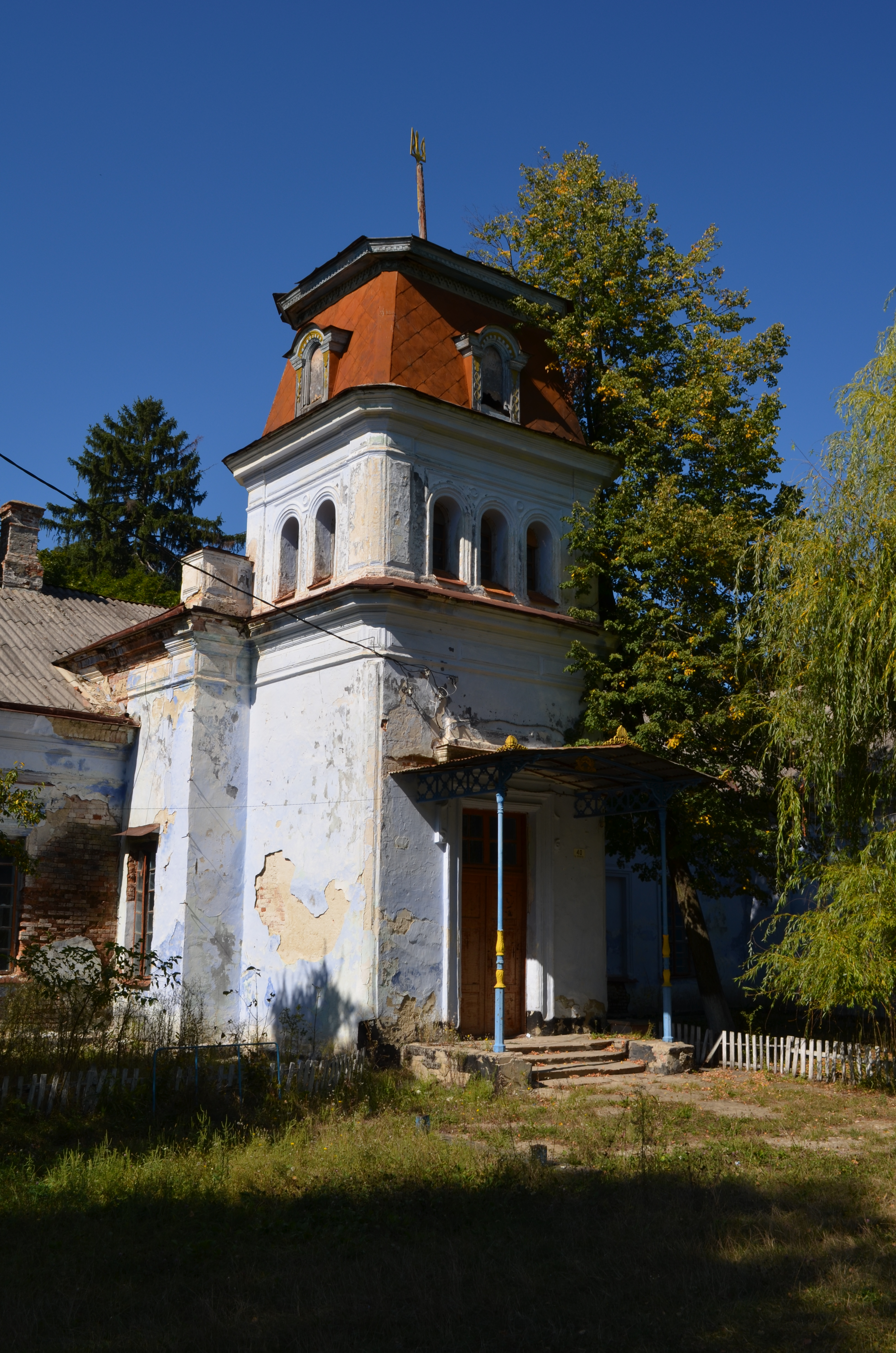
Палац
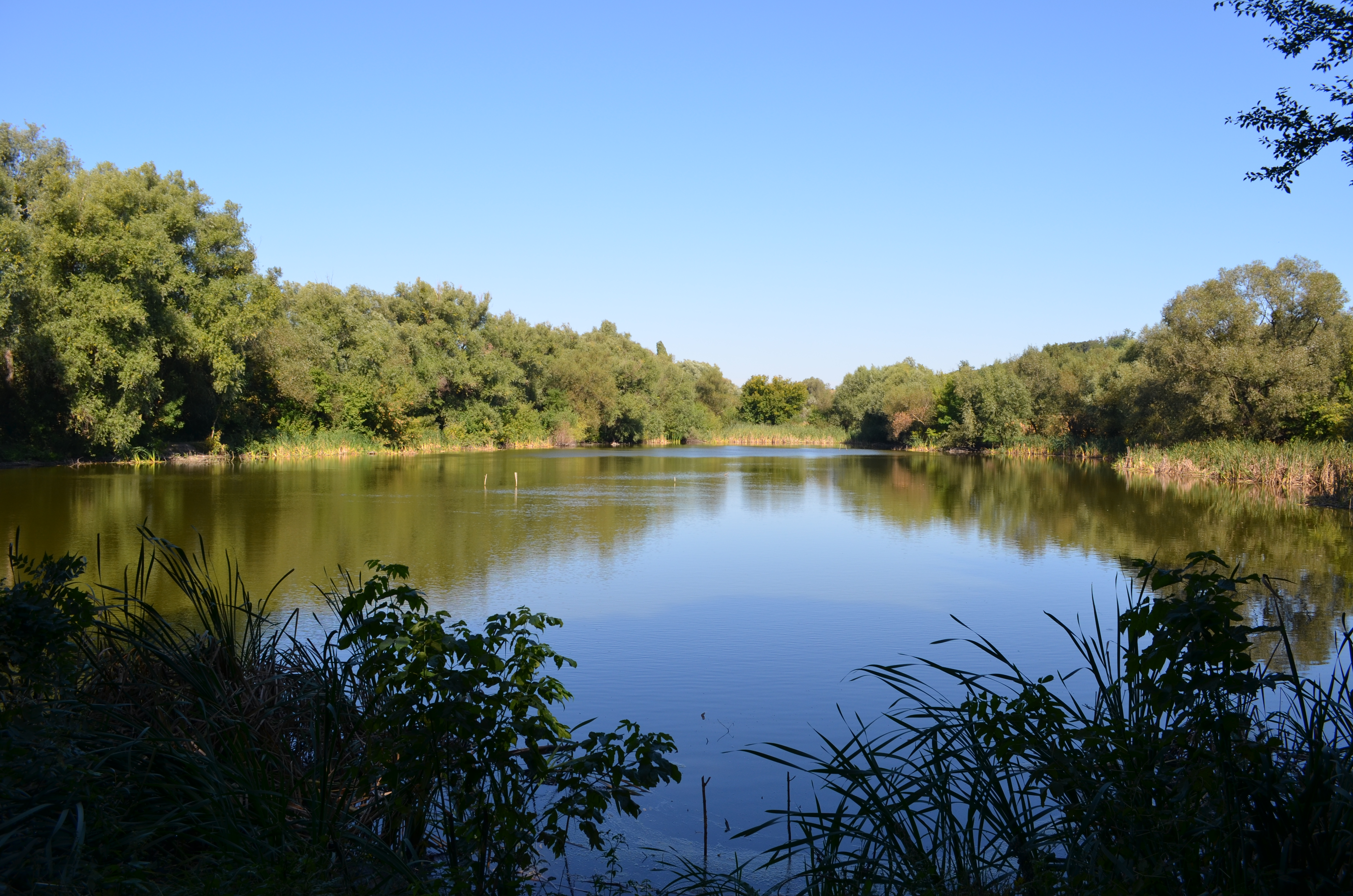
Ставок у парку
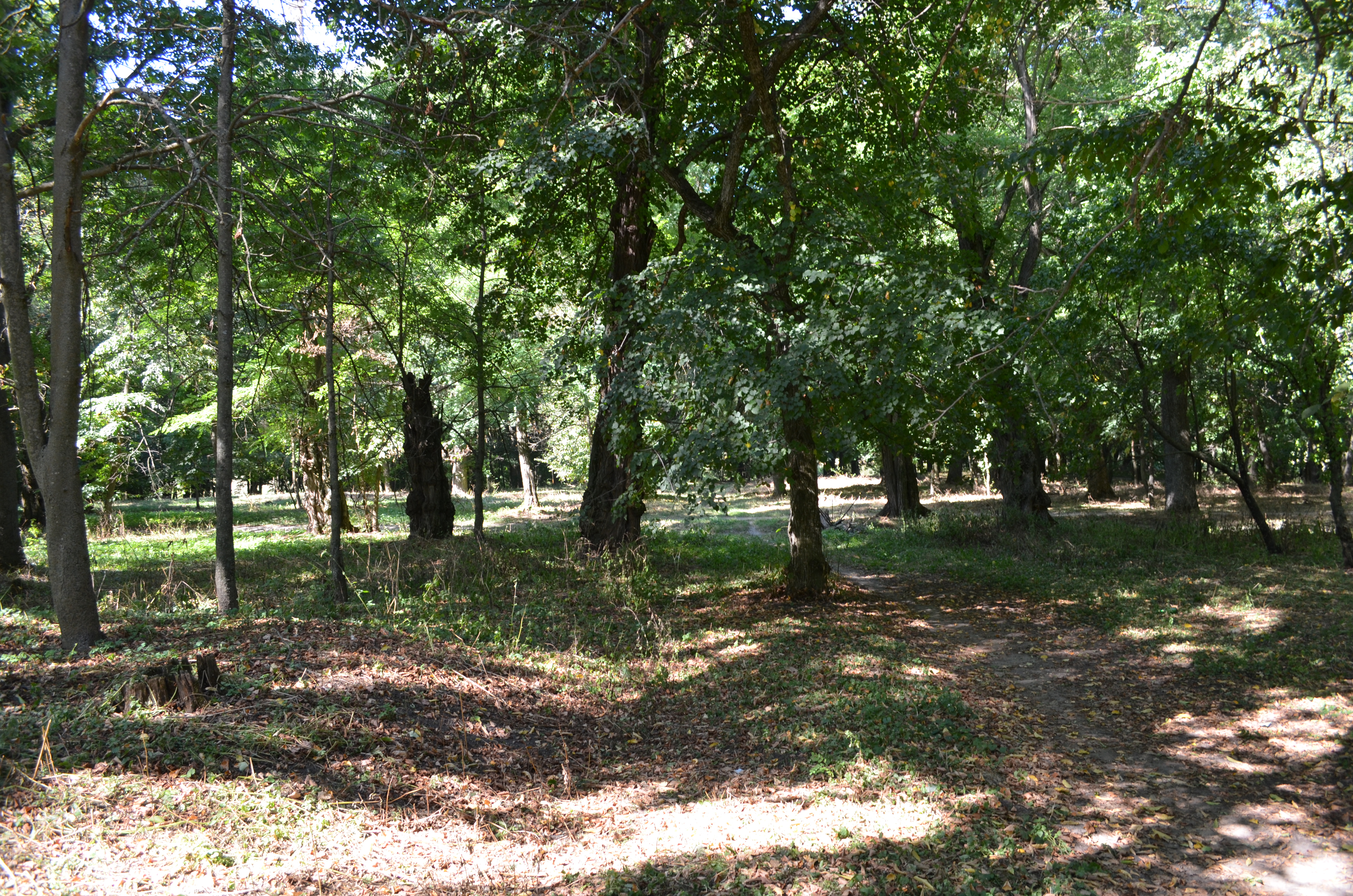
Парк
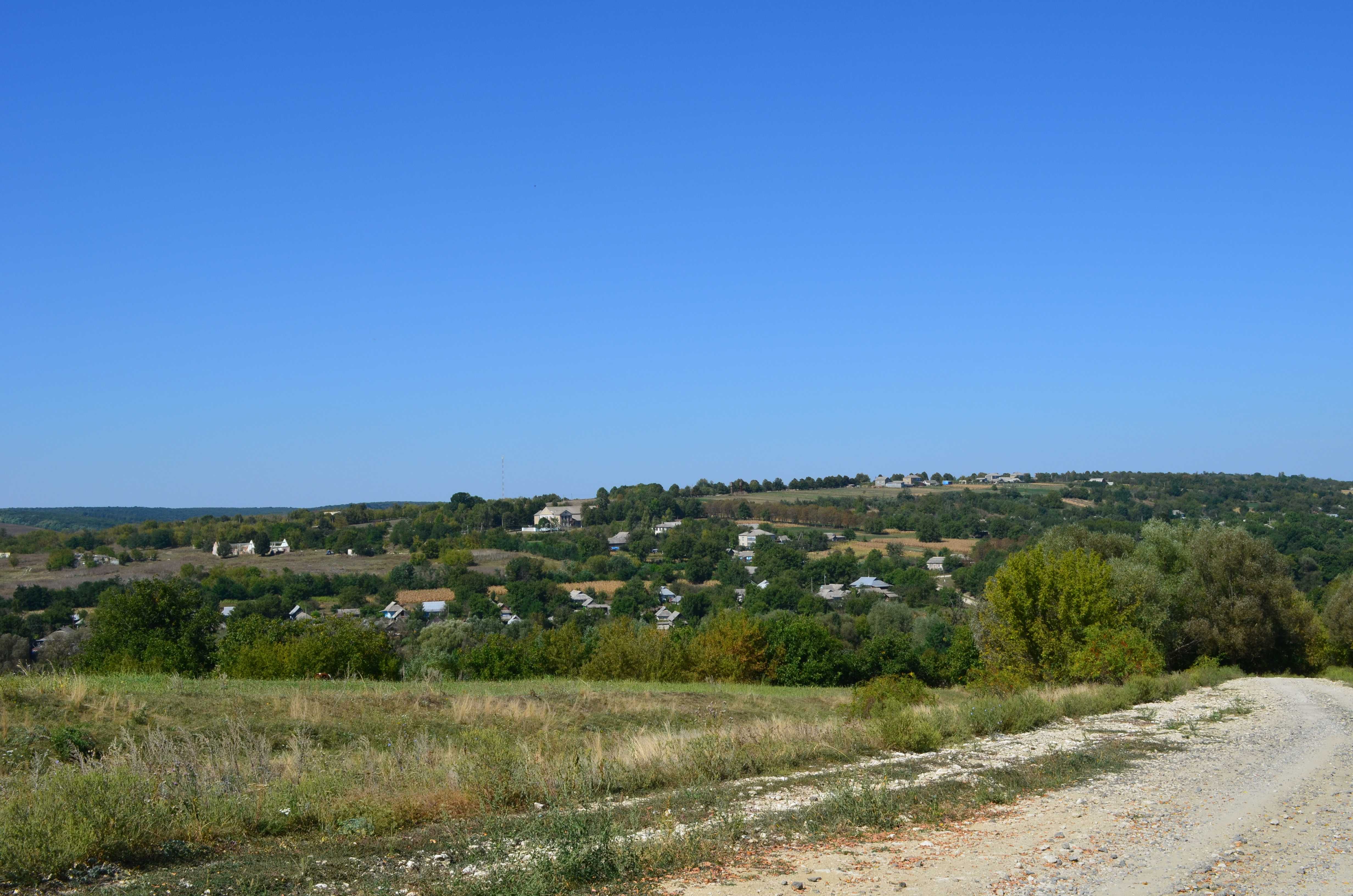
Панорама села
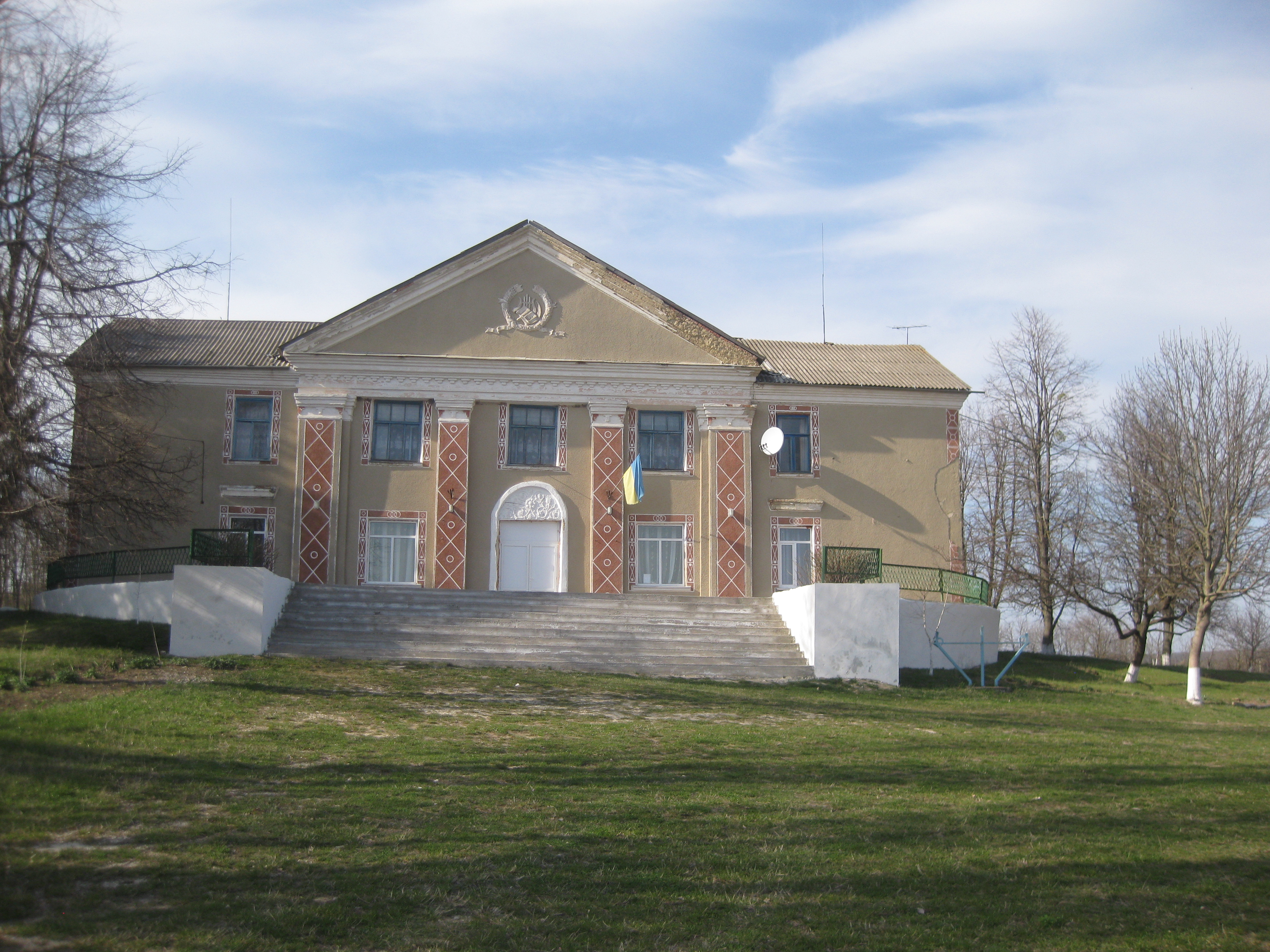
Будинок культури від дороги, 2015 рік